# Pola (Oriental Mindoro)
Pola is een gemeente in de Filipijnse provincie Oriental Mindoro op het eiland Mindoro. Bij de laatste census in 2007 had de gemeente bijna 33 duizend inwoners.

## Geografie

### Bestuurlijke indeling
Pola is onderverdeeld in de volgende 23 barangays:
| - Bacawan - Bacungan - Batuhan - Bayanan - Biga - Buhay Na Tubig - Calubasanhon - Calima - Campamento - Casiligan - Malibago - Maluanluan | - Matulatula - Misong - Pahilahan - Panikihan - Pula - Puting Cacao - Tagbakin - Tagumpay - Tiguihan - Zone I - Zone II |

## Demografie
Pola had bij de census van 2007 een inwoneraantal van 32.635 mensen. Dit zijn 697 mensen (2,2%) meer dan bij de vorige census van 2000. De gemiddelde jaarlijkse groei komt daarmee uit op 0,30%, hetgeen lager is dan het landelijk jaarlijks gemiddelde over deze periode (2,04%). Vergeleken met de census van 1995 is het aantal mensen met 3.479 (11,9%) toegenomen.

De bevolkingsdichtheid van Pola was ten tijde van de laatste census, met 32.635 inwoners op 159,34 km², 204,8 mensen per km².

## Economie
Pola is de enige gemeente van Oriental Mindoro die op grote schaal kokosnoten produceert. Daarnaast staat Pola bekend om de goede kwaliteit virgin coconut oil (ongehydrogineerde kokosnootolie). Kokosnootolie wordt gebruikt in de cosmetica, maar ook bij het bakken.

## Bezienswaardigheden
- Op 24 juni: religieus festival ter ere van Johannes de Doper. Het staat bekend om de Gabi ng Pakulo, een combinatie van straatdansen en allerlei andere culturele uitingen. Bij deze festiviteiten ontbreekt ook het eten van lechon niet.

## Geboren in Concepcion
- Noli de Castro (6 juli 1949), vicepresident van de Filipijnen.